# Nexiko
Nexiko (tidigare Mexiko Media) är ett svenskt Stockholmsbaserat TV-produktionsbolag grundat 2012 av Filip Hammar och Fredrik Wikingsson tillsammans med Lars Beckung.
Filip och Fredriks TV-program producerades sedan början av 2000-talet av Stockholm-Köpenhamn (STO-CPH), ett bolag som 2007 såldes till Metronome Film & Television, vilket i sin tur ingår i brittiska Shine Group. Hammar och Wikingsson slutade på STO-CPH efter 10 år och började formellt på Nexiko i januari 2013. Lars Beckung, som var programchef på Kanal 5 till i april 2012, påbörjade arbetet som verkställande direktör under hösten 2012.
I december 2012 tillkännagavs att STO-CPH:s verkställande direktör Micke Svensson skulle lämna Metronome-bolaget och bli delägare och kreativ chef på Nexiko. Därutöver har bolaget knutit till sig Tesso Akander från Strix och Kristoffer Triumf. Produktionsbolaget huserar i ett gammalt pumphus nära Eriksdalsbadet vid Skanstull i Stockholm.
Bolaget bytte motvilligt namn till Nexiko från Mexiko Media i mars 2016 efter att återkommande missförstånd vid TV-produktion i USA gjort namnet ohållbart.

## Produktioner i urval
Hammar och Wikingssons gamla programformat är knutna till STO-CPH enligt avtal och de måste samarbeta med sitt gamla produktionsbolag i fall de vill återuppta sina program. Hammar och Wikingsson är emellertid personligen bundna till Kanal 5 genom ett konfidentiellt avtal.
Nexiko har producerat bland annat Gympaläraren, Vänligen Lars Lerin, Fråga Lund och Unga föräldrar.

### 2013
- Veckans svensk – ett studio- och inslagsbaserat program där "veckans svensk" utses på fredagskvällarna i TV4, med Pär Lernström som programledare.[9][10]
- Hissen – en intervjuserie på Kanal 5 där Filip och Fredrik "fastnar" i en hiss med två andra kända människor.[11]
- Nugammalt – Filip och Fredrik listar Sveriges viktigaste ögonblick, Kanal 5.[12][13]

### 2014
- Hasselhoff - en svensk talkshow – en pratshow i TV3 med amerikanen David Hasselhoff som programledare.[14]
- La Bamba – En reportageserie med Filip och Fredrik.
- Ska vi göra slut?
- Realitystjärnorna på godset

### 2015
- Jorden runt på 6 steg

### 2017
- I en annan del av Köping

### 2019
- Alla mot alla med Filip och Fredrik

## Format
I samband med MIPTV (Marché International des Programmes de Télévision) i Cannes i mars 2013 såldes rättigheterna till Nexikos format Hissen och Veckans svensk till den italienska statliga tv-kanalen Rai, som har ett år på sig att använda formaten. Elk Format har rätten att distribuera Nexikos format utanför Skandinavien.